# Episodi di Mr. Iglesias (seconda stagione)
La seconda stagione della serie televisiva statunitense Mr. Iglesias, composta da 11 episodi, è stata interamente pubblicata in prima visione assoluta sul servizio di streaming on demand Netflix il 17 giugno e l'8 dicembre 2020, in tutti i paesi in cui è disponibile: la prima parte della stagione (episodi 1-6) è stata pubblicata il 17 giugno 2020; mentre la seconda parte della stagione (episodi 7-11) è stata pubblicata l'8 dicembre 2020.
In Italia la stagione, divisa in due parti, è stata distribuita in prima visione in streaming sulla piattaforma Netflix il 17 giugno e l'8 dicembre 2020:  la prima parte della stagione (episodi 1-6) è stata pubblicata il 17 giugno 2020; mentre la seconda parte della stagione (episodi 7-11) è stata pubblicata l'8 dicembre 2020.
| n° | Titolo originale          | Titolo italiano              | Pubblicazione USA | Pubblicazione Italia |
| -- | ------------------------- | ---------------------------- | ----------------- | -------------------- |
| 1  | True Calling              | Vocazione                    | 17 giugno 2020    | 17 giugno 2020       |
| 2  | Taming the Carlos         | Il Carlos domato             | 17 giugno 2020    | 17 giugno 2020       |
| 3  | Party of One              | Festa in solitaria           | 17 giugno 2020    | 17 giugno 2020       |
| 4  | Generation Why            | Una generazione problematica | 17 giugno 2020    | 17 giugno 2020       |
| 5  | Food for Thought          | Spunti di riflessione        | 17 giugno 2020    | 17 giugno 2020       |
| 6  | Where Art Thou Counselor? | Mentore, dove sei?           | 17 giugno 2020    | 17 giugno 2020       |
| 7  | Technically Speaking      | Tecnologicamente parlando    | 8 dicembre 2020   | 8 dicembre 2020      |
| 8  | Good Things               | Le cose andranno meglio      | 8 dicembre 2020   | 8 dicembre 2020      |
| 9  | Playing Favorites         | Favoritismi                  | 8 dicembre 2020   | 8 dicembre 2020      |
| 10 | You're Dad to Me          | Di padre ce n'è uno solo     | 8 dicembre 2020   | 8 dicembre 2020      |
| 11 | The Big Dance             | Il gran ballo                | 8 dicembre 2020   | 8 dicembre 2020      |

## Vocazione
- Titolo originale: True Calling
- Diretto da: Andy Ackerman
- Scritto da: Kevin Hench

### Trama
Dopo aver ricevuto un discorso di incoraggiamento per la preparazione al college dal signor Iglesias, Mikey decide di abbandonare la scuola superiore. Ray dice a Gabe di insegnare a Mikey l'ikigai per permettergli di apprendere lo scopo della sua vita. Gabe lo fa, solo per fallire, e costringerlo a mettere in discussione il proprio percorso professionale. Dopo essere stato ispirato da Tony, Gabe riesce a convincere Mikey a non abbandonare gli studi.

## Il Carlos domato
- Titolo originale: Taming the Carlos
- Diretto da: Bob Koherr
- Scritto da: Peter Murrieta

### Trama
Gabe incoraggia la sua classe a unirsi alla lezione di recitazione di Carlos. Si iscrivono tutti, solo per trovare la lezione noiosa. Gabe tenta di insegnare a Carlos come insegnare e lo incoraggia abbastanza da rendere la sua classe divertente per gli studenti. Nel frattempo, Paula esorta lo staff a cambiare bar dopo che è stata bandita da quella locale per aver lanciato un margarita fiammeggiante a qualcuno. Il personale cambia bar e passano la notte a bere.

## Festa in solitaria
- Titolo originale: Party of One
- Diretto da: Betsy Thomas
- Scritto da: Luisa Leschin

### Trama
Gabe incoraggia Paula a eliminare tutte le app di appuntamenti sul suo telefono e a prendersi una pausa dagli appuntamenti. Più tardi, Carlos dice alla sua classe che reciteranno la commedia Romeo e Giulietta, per la quale Mikey e Walt interpretano rispettivamente i ruoli. Paula rivela a Gabe che non si è presa una pausa dagli appuntamenti e ha avuto un appuntamento con l'allenatore Winslow, conosciuto in città come giocatore, che le ha detto che è cambiato.
Mikey convince Walt a permettere a Marisol di interpretare Juliet, che prova dei sentimenti per Mikey una volta che inizia a recitare. Gabe scopre che Winslow non è cambiato e gli mente che Paula ha rotto con lui, facendo credere a Paula che Gabe la ama. Paula tenta di flirtare con Gabe, solo per scoprire la verità.

## Una generazione problematica
- Titolo originale: Generation Why
- Diretto da: Jonathan Judge
- Scritto da: Michael Shipley

### Trama
Marisol dice alla classe che sono l'unica scuola a non partecipare alla Settimana verde, una competizione distrettuale per ridurre l'impronta di carbonio di ogni scuola. Dopo che la classe si è lamentata del fatto che gli adulti sono la causa del riscaldamento globale, Gabe convince Paula a consentire alla scuola di partecipare alla competizione.
Dopo una discussione, Paula annulla la Settimana verde per la scuola, ma dopo aver appreso che la competizione offre una borsa di studio al vincitore, le permette di continuare. La classe di Gabe lo informa che l'unico modo per vincere è se Gabe smette di guidare il suo furgone. Anche se esitante, Gabe si arrende. Più tardi, la classe lo informa che può tenere il suo furgone, purché faccia il carpooling del personale.

## Spunti di riflessione
- Titolo originale: Food for Thought
- Diretto da: Jonathan Judge
- Scritto da: Isaac Gonzalez

### Trama
Dopo aver vinto la Settimana verde, Marisol dice a Gabe che vuole che la classe affronti la questione dell'appropriazione culturale, sostenendo Jorge, che ha fatto cacciare il suo camion di taco dal parcheggio della scuola da Bob, che è filippino. La classe sostiene che Bob è più gentile di Jorge e fa anche tacos migliori, ma Marisol sostiene che non dovrebbe avere il diritto di trarre profitto dalla cultura messicana. D'accordo con Marisol, Paula caccia Bob e il suo camion fuori dalla scuola.
Più tardi, Gabe e Tony aiutano Bob di nascosto e vendono tacos all'interno della scuola, dove Bob rivela che pompa le sue mucche con steroidi e OGM, facendo durare più a lungo i tacos e avere un sapore migliore. Con l'aiuto di Gabe, Marisol e Bob ne parlano e lavorano insieme per combinare invece le ricette delle loro nonne. Nel frattempo, Carlos lascia che Paula si unisca al suo spettacolo quando lei minaccia di annullarlo.

## Mentore, dove sei?
- Titolo originale: Where Art Thou Counselor?
- Diretto da: Victor Gonzalez
- Scritto da: Julia Ahumada Grob

### Trama
La classe si prepara a sostenere gli esami finali e Gabe permette ai suoi studenti di rimanere dopo la lezione per parlare delle loro preoccupazioni. Lorenzo parla dei suoi livelli di stress, Grace parla della sua ansia, Walt parla della sua richiesta di una patente, Mikey parla della sua cotta per Marisol e Marisol parla della sua ansia per aver sbagliato alla recita scolastica. Tutti ricevono parole di incoraggiamento da Gabe.
Più tardi, Mikey si chiede se dovrebbe baciare Marisol durante lo spettacolo, lo staff incoraggia Gabe a ricominciare a frequentarsi e Gabe implora Paula di assumere un consulente di orientamento per i suoi studenti. Marisol e Mikey parlano del bacio e accettano di farlo guancia a guancia. Durante l'esecuzione, Marisol e Mikey si baciano di cui sopra, ma dopo che si sono tirati indietro, Marisol li sorprende entrambi baciandolo sulle labbra, facendogli dimenticare le sue battute. Di notte, lo staff va in un bar e Gabe inizia a flirtare con una donna che incontra. Paula arriva e rivela la donna con cui Gabe ha flirtato, Jackie, è la nuova consulente di orientamento della scuola.

## Tecnologicamente parlando
- Titolo originale: Technically Speaking
- Diretto da: Phill Lewis
- Scritto da: D.J. Ryan

### Trama
Dopo aver inserito la sua richiesta a Paula, Gabe riceve una scatola di compresse da regalare ai suoi studenti, che si sono trasferiti tutti al primo anno delle superiori. In classe, Gabe scopre di non avere abbastanza tablet per ognuno di loro, così va nella sala dell'insegnante per parlare con Paula. Una volta lì, Gabe si riunisce con Jackie, che gli dice che la tecnologia potrebbe non essere buona come sembra. Per mettere alla prova i suoi studenti, Gabe decide di fare loro un quiz, confrontando i punteggi degli studenti con i tablet (Team Tech) con quelli senza (Team No-Tech).
Dopo aver esaminato i loro punteggi, Gabe scopre che il Team Tech ha superato il Team No-Tech (da 91 a 88). Più tardi quello stesso giorno, Gabe e Jackie decidono di iniziare a frequentarsi. Nel frattempo, Mikey cerca di trovare il coraggio di chiedere a Marisol un appuntamento, che accetta felicemente quando finalmente lo fa.

## Le cose andranno meglio
- Titolo originale: Good Things
- Diretto da: Jody Margolin Hahn
- Scritto da: Chris Garcia

### Trama
Dopo che tutti in classe hanno discusso su chi ha la vita più difficile in base a razza, sesso ed etnia, Gabe cerca di parlare con gli altri insegnanti, che iniziano ad avere una discussione simile. Per correggere il pessimismo dei suoi studenti sulla vita e sul loro futuro, Gabe dà loro un incarico in cui devono creare una bacheca della visione che elenca le cose buone che credono di meritare. Incoraggiata da Gabe, Marisol annuncia i suoi piani per diventare la prima persona della sua famiglia ad andare al college, in particolare alla Stanford University. Nel frattempo, Gabe si chiede se sia abbastanza bravo per Jackie e, dopo aver trovato ispirazione dai suoi studenti, Gabe e Jackie si scambiano un bacio.

## Favoritismi
- Titolo originale: Playing Favorites
- Diretto da: Jody Margolin Hahn
- Scritto da: Natasha Chandel

### Trama
A una conferenza genitori-insegnanti, Gabe ha conversazioni inquietanti con la madre di Grace, che non è contenta che parli di più, il padre di Mikey, che non è contento che Mikey stia pensando di andare al college e la madre di Lorenzo, che lo accusa di chiamando Marisol la sua studentessa preferita davanti a tutta la classe.
Il giorno dopo, Lorenzo dice a Gabe di non preoccuparsi, perché è l'insegnante preferito di tutti. Nel frattempo, Paula e gli insegnanti competono per parcheggi migliori attraverso valutazioni tra pari. Mentre Tony corrompe gli altri per dargli una buona recensione, finisce per perdere mentre Ray è il vincitore.

## Di padre ce n'è uno solo
- Titolo originale: You're Dad to Me
- Diretto da: Jody Margolin Hahn
- Scritto da: Peter Murrieta

### Trama
A scuola, Gabe incontra il musicista Joaquin Fuentes, il padre separato di Marisol, che aiuta a riunirsi con sua figlia. Utilizzando il consiglio di Gabe, Marisol decide di trascorrere del tempo con suo padre, saltando il semestre per andare in tour con lui. Quella stessa settimana, Walt inizia a frequentare le lezioni di guida con Gabe. In uno dei loro viaggi in macchina, i due si incontrano con Joaquin per convincerlo a lasciare che Marisol finisca la scuola.
Nel frattempo, Paula e gli insegnanti iniziano a partecipare a lezioni di yoga, in cui Paula scatena i suoi veri sentimenti per la sua imminente riunione al college. Dopo che Carlos dice a Paula che dovrebbe andare in pensione, Paula supera le sue emozioni per partecipare alla riunione. Alla fine della giornata, Walt guadagna la patente.

## Il gran ballo
- Titolo originale: The Big Dance
- Diretto da: Jonathan Judge
- Scritto da: Grace Condon & Zachary Gonzalez-Landis

### Trama
La classe di Gabe si prepara per il ballo delle feste prima della pausa invernale. Dopo aver realizzato che i suoi studenti non vogliono andare al ballo, Gabe usa l'aiuto di Jackie per convincerli a partecipare, solo per scoprire più tardi nel corso della giornata che Paula ha annullato l'attività.
Per riportare il ballo, Gabe dice a Paula che deve usare la palestra della scuola per un "incontro", a cui in seguito partecipa un'allegra Paula. Dopo una battaglia di ballo, Gabe e Jackie condividono l'ultimo ballo della festa.